# Голодухина, Анастасия Васильевна
Анастасия Васильевна Голодухина (1904, Курская губерния, Российская империя — неизвестно, село Мичурино, Тельмановский район, Донецкая область) — звеньевая колхоза имени Тельмана Тельмановского района Сталинской области, Украинская ССР. Герой Социалистического Труда (1950).

## Биография
Родилась в 1904 году в крестьянской семье в одном из сельских населённых пунктов Курской губернии. Окончила местную начальную школу. С раннего возраста трудилась в сельском хозяйстве. В послевоенные годы — звеньевая колхоза имени Тельмана Тельмановского района с центральной усадьбой в селе Мичурино.
В 1949 году звено под её руководством собрало в среднем с каждого гектара по 25,1 центнера подсолнечника на участке площадью 10,6 гектара.
Указом Президиума Верховного Совета СССР от 2 июня 1950 года удостоена звания Героя Социалистического Труда за «получение высоких урожаев пшеницы и подсолнечника при выполнении колхозом обязательных поставок и контрактации по всем видам сельскохозяйственной продукции, натуроплаты за работу МТС в 1949 году и обеспеченности семенами всех культур для полной потребности для весеннего сева в 1950 году» с вручением ордена Ленина и золотой медали «Серп и Молот» (№ 5034).
Этим же указом званием Героя Социалистического Труда были награждены председатель колхоза имени Тельмана Иван Феофанович Буц, звеньевые Мария Георгиевна Бондарева, Ксения Григорьевна Гончарова, Анна Андреевна Мормуль, Матрёна Степановна Потапова, Прасковья Ивановна Проценко, Ольга Петровна Федоренко и Мария Григорьевна Федорюк.
После выхода на пенсию проживала в селе Мичурино Тельмановского района. С 1968 года — персональный пенсионер союзного значения. Дата смерти не установлена.